# Du maïs explosif
Pour plus de détails, voir Fiche technique et Distribution.
Du maïs explosif   (titre original : Corn Plastered) est un court métrage d'animation américain de la série Merrie Melodies mettant en scène Elmer Fudd, réalisé par Robert McKimson, sorti en 1951.

## Fiche technique
- Titre : Du maïs explosif
- Réalisation : Robert McKimson
- Scénario : Warren Foster
- Montage : Treg Brown
- Musique : Carl W. Stalling
- Son : Treg Brown
- Producteur : Edward Selzer
- Sociétés de production : Warner Bros. Cartoons
- Pays d'origine :  États-Unis
- Format : Couleur (Technicolor) — 35 mm — 1,37:1 — Son : Mono
- Genre : Film d'animation, Comédie
- Durée : 7 minutes
- Dates de sortie :
  -  États-Unis :  3 mars 1951

## Distribution
- Mel Blanc : le fermier (voix)
- Pat Patrick : Corbeau à bonnet (voix)